# Chrysotoxum caucasicum
Chrysotoxum caucasicum är en tvåvingeart som beskrevs av Sack 1930. Chrysotoxum caucasicum ingår i släktet getingblomflugor, och familjen blomflugor. Inga underarter finns listade i Catalogue of Life.